# 帕特莫斯峰

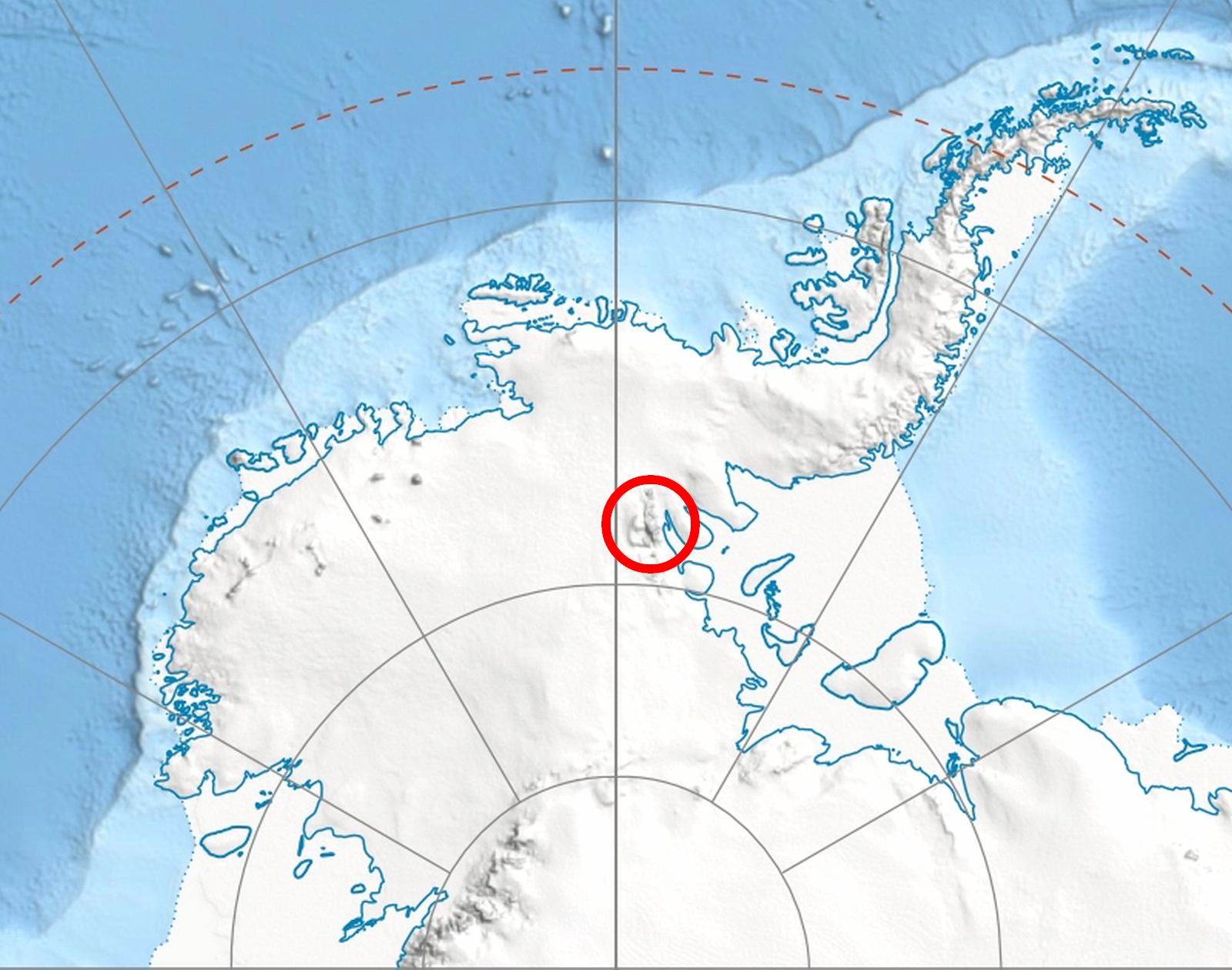

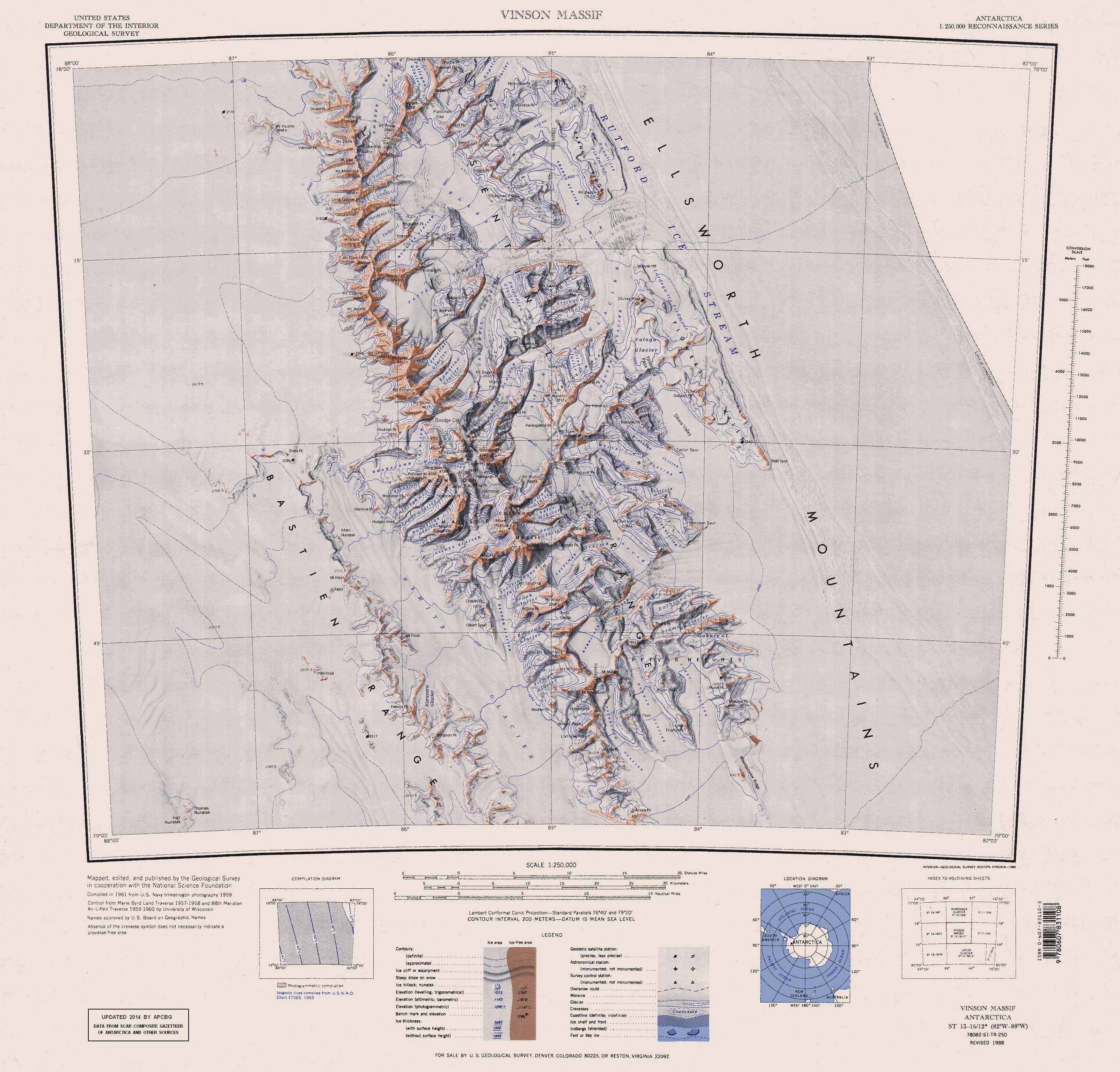

帕特莫斯峰（英語：Patmos Peak），是南極洲的山峰，位於埃爾斯沃思地，處於菲塞克山以南9.6公里和懷爾德穹丘東南面13.65公里，屬於埃爾斯沃思山脈中巴斯蒂安山脈的一部分，海拔高度1,900米，現時由南極條約體系管理。